# اسن‌یاکا (یوسف‌علی)
اسن‌یاکا (به ترکی استانبولی: Esenyaka) یک منطقهٔ مسکونی در ترکیه است که در یوسف‌علی واقع شده‌است. اسن‌یاکا ۲۸۶ نفر جمعیت دارد.